# Hugo Blomberg (jurist)
 Der er flere personer med dette navn, se Hugo Blomberg.
Knut Hugo Blomberg (født 9. februar 1850 i Gävleborgs län, død 27. oktober 1909 i Uppsala) var en svensk jurist og politiker.
Blomberg tog 1875 den filosofiske doktorgrad med en afhandling om Det nuvarande svenska landstinget.  Siden gik han over til juridiske studier, blev 1879 cand. jur., 1880 docent i svensk statsret og retshistorie, 1891 ekstraordinær professor, 1894 ordentlig professor i statsret og folkeret ved Uppsala Universitet. I 1893 blev han juridisk æresdoktor. I over 20 år havde Blomberg sæde i Uppsala byråd, hvis formand han til sidst blev. Fra 1893 til sin død tilhørte han Rigsdagens første kammer, hvor han fra 1902 var formand i forfatningsudvalget. Blomberg var højremand og protektionist. Af hans værker må nævnes Den nordiska förvaltningsrätten (i Nordisk retsencyklopedi V, 1887—89), Om svenskt statsborgarskap (1891—93), Gewerbegesetzgebung in Skandinavien im 19. Jahrhundert (i Handwörterbuch der Staatswissenschaften, Jena 1891), Om de konstitutionella garantierna för domstolarnes oafhängighet och själfständighet (i Tidsskrift for Retsvidenskab, 1896) samt Svensk statsrätt (I, 1904).